# 农展桥
39°56′24″N 116°27′20″E / 39.939947°N 116.455534°E

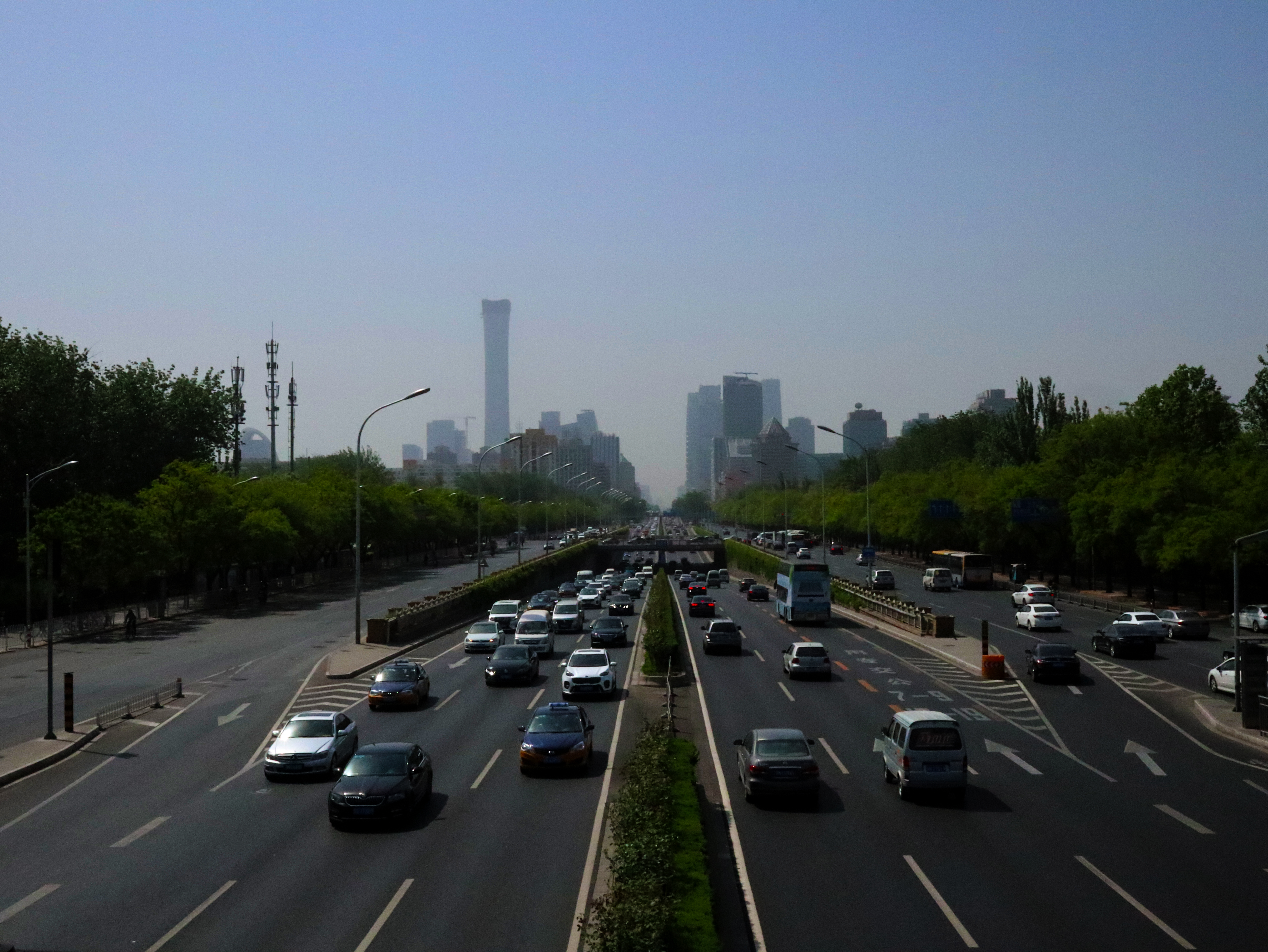
从东三环北路天桥上眺望农展桥，远处是国贸

农展桥位于北京市朝阳区，是东三环北路（南北向）和东直门外大街（西向）交汇处的一座立交桥。该桥是一座分离式立交桥，长31米，宽76米，三环主路下沉，东直门外大街上跨三环主路。于1993年建成。